# T-26 (char)
Le T-26 est un char léger d'infanterie produit par l'URSS de 1931 à 1941, à près de douze mille exemplaires. Inspiré du Vickers 6-Ton, dont la licence de production avait été achetée aux Britanniques, c'est un des chars les plus réussis des années 1930. Il constitue l'ossature des forces blindées de l'armée rouge en 1941, mais à la suite des pertes effroyables qu'il subit lors de l'offensive allemande, il perd rapidement ce rôle face aux blindés plus modernes, et dès la mi-1942, il est relégué à des rôles secondaires.

## Histoire
Cherchant à remplacer ses MS-1 vieillissants, l'Union soviétique achète en 1931 quinze chars Vickers Mark E type A à Vickers-Armstrongs, ainsi qu'une licence de production. Les blindés britanniques sont testés à l'académie de l'artillerie Dzerjinskiy, à Léningrad. Le ministère de la Guerre donne l'ordre de mettre ce véhicule en production, alors même que les études et les essais n'ont pas été réalisés. Deux prototypes, désignés TMM-1 et TMM-2, sont alors réalisés par le bureau expérimental OKMO de l'usine Bolchevik de Léningrad, sous la direction de N. V. Barikov et S. A. Ginzburg, puis la production est lancée sous la désignation de T-26 modèle 1931.

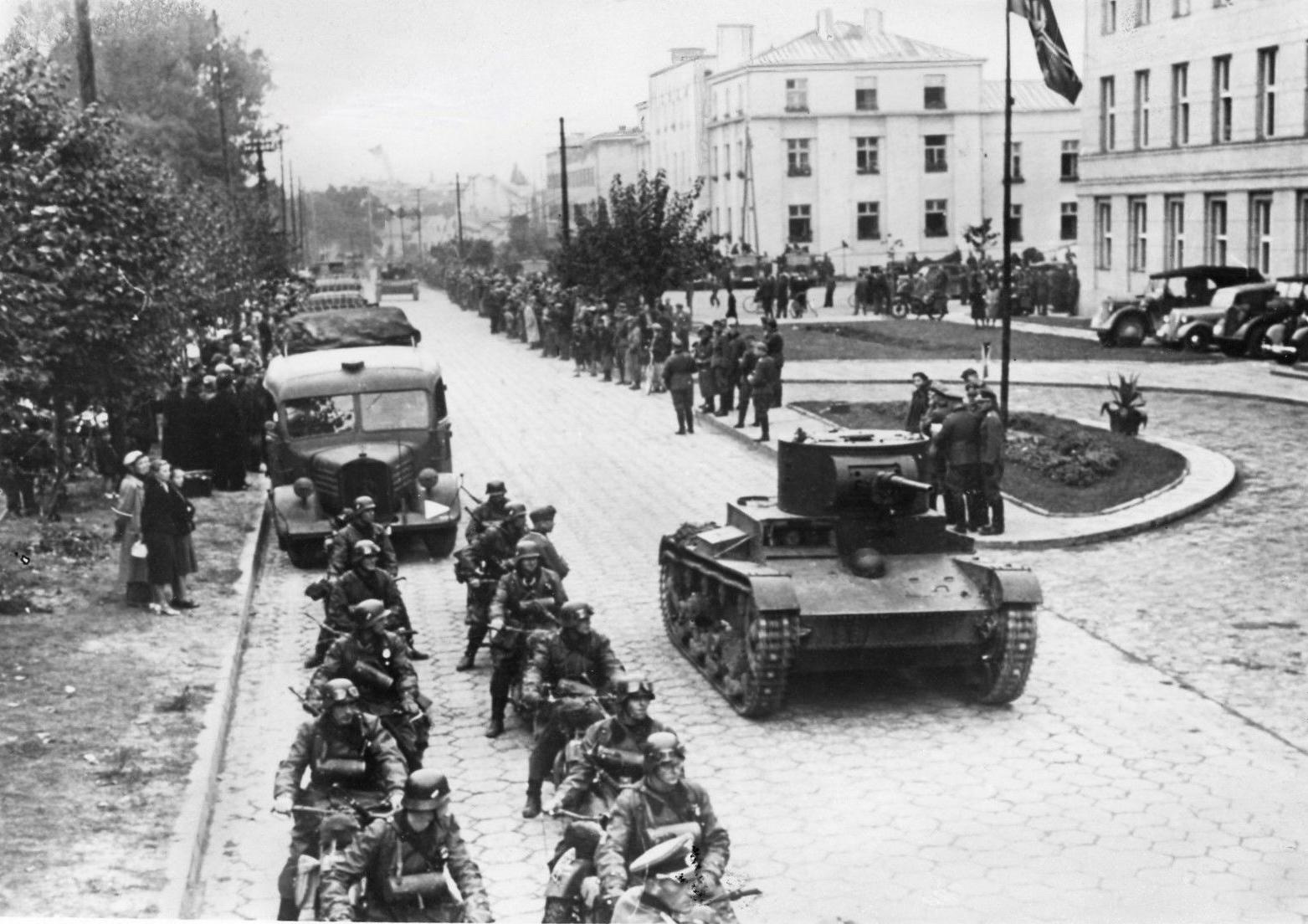
Un T-26 modèle 33 lors de la parade militaire germano-soviétique à Brest-Litovsk le 22 septembre 1939.

Le T-26, bien qu'utilisant des équipements soviétiques, est alors une copie quasiment conforme du char Vickers, dont il reprend surtout la suspension fiable constituée de deux groupes de deux bogies reliés par un ressort plat, lui-même fixé au châssis. Un barbotin à l'avant, une poulie de tension à l'arrière et quatre rouleaux porteurs complètent le train de roulement. Le moteur GAZ T-26, dérivé du moteur à six cylindres en ligne essence Armstrong-Siddeley Puma, est monté à l'arrière et entraîne les barbotins, grâce à la transmission qui traverse la gauche du poste de combat. Par rapport au modèle original, les Soviétiques ont néanmoins amélioré les tourelles : sur leur modèle, elles ont un arc de tir de 265 degrés et les mitrailleuses sont montées sur rotule. Les fentes de vision sont aussi élargies, mais les sièges de gauche restent fixes. La caisse est construite par le rivetage de plaques de blindage, le conducteur prend place à l'avant droit derrière un volet blindé.
Étroitement apparenté au Vickers à sa conception, le T-26 évolue très vite vers un char complètement différent et bien supérieur à son modèle. La configuration d'armement à deux petites tourelles utilisée sur le modèle 1931 céda la place, en 1933, à une seule tourelle armée d'un puissant canon 20K de 45 millimètres de calibre, utilisée aussi sur le BT-5. La masse du véhicule passe alors de 8,4 à 9,4 tonnes.

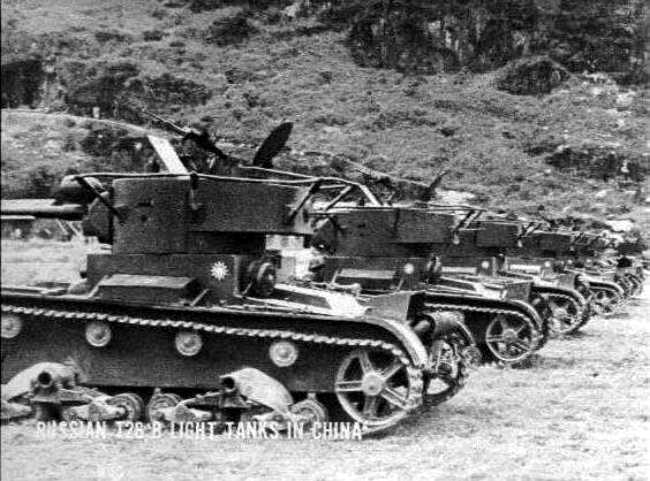
Quelques-uns des plus de 80 T-26 modèle 1933 livré par l'URSS à la république de Chine en 1938. Ils furent mis en service par la de l'armée nationale révolutionnaire.

Ce T-26 modèle 1933 est la version la plus prolifique du char avec 2 127 exemplaires produits entre 1933 et 1936. Ils sont engagés pour la première fois en 1934 et 1935, en Mandchourie, lors des incidents de frontière avec l'empire du Japon. Les Républicains espagnols reçoivent quant à eux 362 T-26 modèle 1933 qui sont opposés lors de la guerre d'Espagne aux Panzerkampfwagen I allemands et aux CV-33 italiens et qu'ils dominent complètement grâce à leur armement. Cependant, le T-26 se révèle à cette occasion très vulnérable aux obus des canons antichars qui commencent à apparaître, comme le PaK-36.
Au début 1938, la république de Chine en commande pour lutter lors de guerre sino-japonaise et mit en ligne environ 80 entre 1938 et 1939 au sein de sa 200e division. Celle-ci remporte plusieurs victoires mais elle allait perdre la plus grande partie de son équipement en combat mais aussi à cause de pannes irréparables liées à l’absence de pièces détachées, l’aide soviétique allant déclinant.
La nécessité d'améliorer la protection du blindé se fait jour, ce qui conduit au lancement de la production du T-26 modèle 1938, construit par soudure et non plus par rivetage, comme les modèles précédents. Le profil de la tourelle devient semi-conique, dont l'inclinaison des parois améliore la protection offerte. Par la suite, on applique cette solution aux flancs de la caisse, donnant naissance au T-26 modèle 1939 qui sera le dernier modèle de la série. Au total, 11 218 exemplaires du T-26 ont été produits en dix ans.
Les T-26 de tous les modèles participent encore aux affrontements frontaliers de Khalhin-Gol en Mongolie contre l'armée impériale japonaise en mai-août 1939, puis à l'occupation de l'est de la Pologne en 1939. Leur engagement contre la Finlande pendant la guerre d'Hiver, en 1940, montre une fois de plus que leur blindage est devenu insuffisant et ils se révèlent incapables de percer la ligne Mannerheim.
Au début de 1941, 9 665 unités sont en service dans l'armée rouge. En mai 1941, au moment de l'opération Barbarossa, elles équipent en théorie une compagnie par division de fusiliers et sont au moins aussi valables que les nombreux Panzer I et II de la Wehrmacht. Cependant, ces blindés sont souvent vieux et mal entretenus, les équipages manquent d'entraînement et sont mal commandés, et la plupart seront détruits ou abandonnés avant la fin de l'année. Ils disparaissent alors rapidement de l'inventaire soviétique, cédant la place aux nouveaux modèles alors en production, comme le T-34 ou le T-60. En revanche, les Finlandais et les Allemands, qui en avaient capturé un grand nombre, les utilisent jusqu'à la fin de la guerre, souvent dans les opérations contre les partisans.

## Variantes

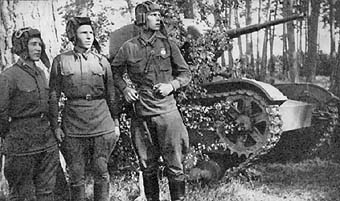
T-26 modèle 1938

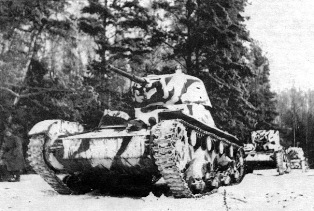
T-26 durant la bataille de Moscou en décembre 1941.

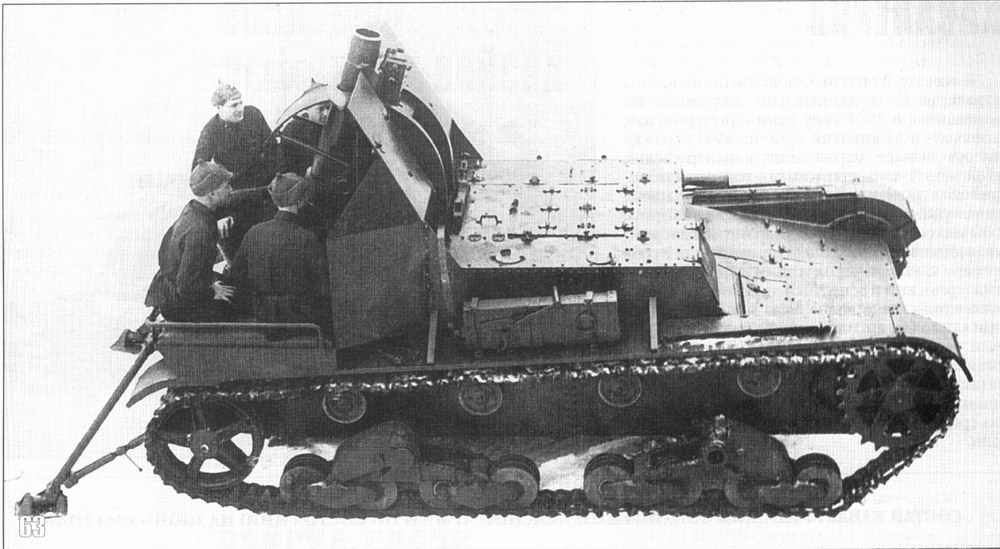
SU-5-3 avec mortier de 152 mm, modèle 1931

- T-26 model 1931 (désigné T26A par les Allemands) - deux tourelles côte à côte, chacune ayant une mitrailleuse DT sur rotule, 96 produits de 1931 à 1933.
- T-26 model 1932 - version destinée aux chefs de section avec un canon de 37 mm, dans la tourelle gauche.
- T-26 model 1933 (T26B ou T26-4) - les deux petites tourelles sont remplacées par une seule biplace qui est utilisée aussi le BT-5, 2127 exemplaires entre 1933 et 1936.
- T-26 model 1933 RT - version radio du précédent, avec une antenne circulaire autour de la tourelle, 3938 exemplaires entre 1933 et 1940.
- T-26 model 1938 (T26C) (T26-1) - utilisation de la soudure pour l'assemblage de la caisse, nouvelle tourelle semi-conique soudée, 1975 exemplaires dont 204 avec mitrailleuse A.A. entre 1939 et 1940.
- T-26 model 1939 (T26S) avec un blindage latéral incliné et renforcé.
- OT130 char lance-flamme (KS25) dérivé du modèle 1933 (403 exemplaires).
- OT131 char lance-flamme (quelques exemplaires).
- OT132 char lance-flamme (quelques exemplaires).
- OT133 char lance-flamme dérivé du modèle 1939 (182 exemplaires).
- OT134 char lance-flamme avec canon de 45 mm dérivé du modèle 1939 (2 exemplaires).
- OT26 char avec lance-flamme KS24 dérivé du modèle 1933 avec une tourelle enlevée.
- SU5-1 obusier automoteur de 76,2 mm (6 exemplaires).
- SU5-2 obusier automoteur de 122 mm (6 ou 24 exemplaires).
- SU5-3 mortier automoteur de 152,4 mm (3 exemplaires).
- SU6 canon antiaérien automoteur de 76,2 mm (4 exemplaires).
- ST-26 pont déployable (65 exemplaires).
- TT-26+TU-26 char télécommandé lance-flamme et char contrôleur (55 exemplaires).
- SU-76P automoteur avec obusier régimentaire de 76,2 mm modèle, produit à l'usine n°174 de Léningrad en 1941 et 1942 à quelques exemplaires. D'abord désignés SU-76, ils furent renommés SU-76P (P pour Polkaya, régimentaire), en 1943, pour éviter la confusion avec le SU-76 basé sur le châssis du T-70.